# Echipa națională de fotbal a Uniunii Sovietice
Echipa națională de fotbal a Uniunii Sovietice (rusă Сборная Советского Союза по футболу, transliterare:Sbornaya Sovyetskogo Soyuza po futbolu) a fost reprezentativa națională de fotbal a Uniunii Sovietice. Acesta a încetat să existe după destrămarea Uniunii Sovietice, FIFA considerând echipa națională de fotbal a Rusiei succesoarea sa.